# Pedro de Madrazo
Pedro de Madrazo y Kuntz (Roma, 11 ottobre 1816 – Madrid, 20 agosto 1898) è stato un pittore, scrittore, storico dell'arte e critico spagnolo, aderente al Romanticismo.

## Biografia
Nacque a Roma l'11 ottobre 1816 durante il periodo romano del padre, il pittore neoclassico José de Madrazo (1781–1859), da cui ricevette la prima impostazione artistica così come i suoi fratelli Federico e Luis affermati pittori. La madre Isabel Kuntz Valentini era figlia del pittore tedesco Taddeo Kuntze (1733–1793).
In Spagna studiò Giurisprudenza ma fu insegnante d'arte e membro di diverse accademie fra cui la Real Academia de Historia dal 1858 e la Real Academia de la Lengua dal 1881.
Nel solco della tradizione familiare fu membro, fin dal 1842, della Real Academia de Bellas Artes de San Fernando di cui fu nominato direttore nel 1894. Diresse anche il Museo d'Arte Moderna di Madrid, città dove egli morì.

## Scrittore, critico e storico dell'arte

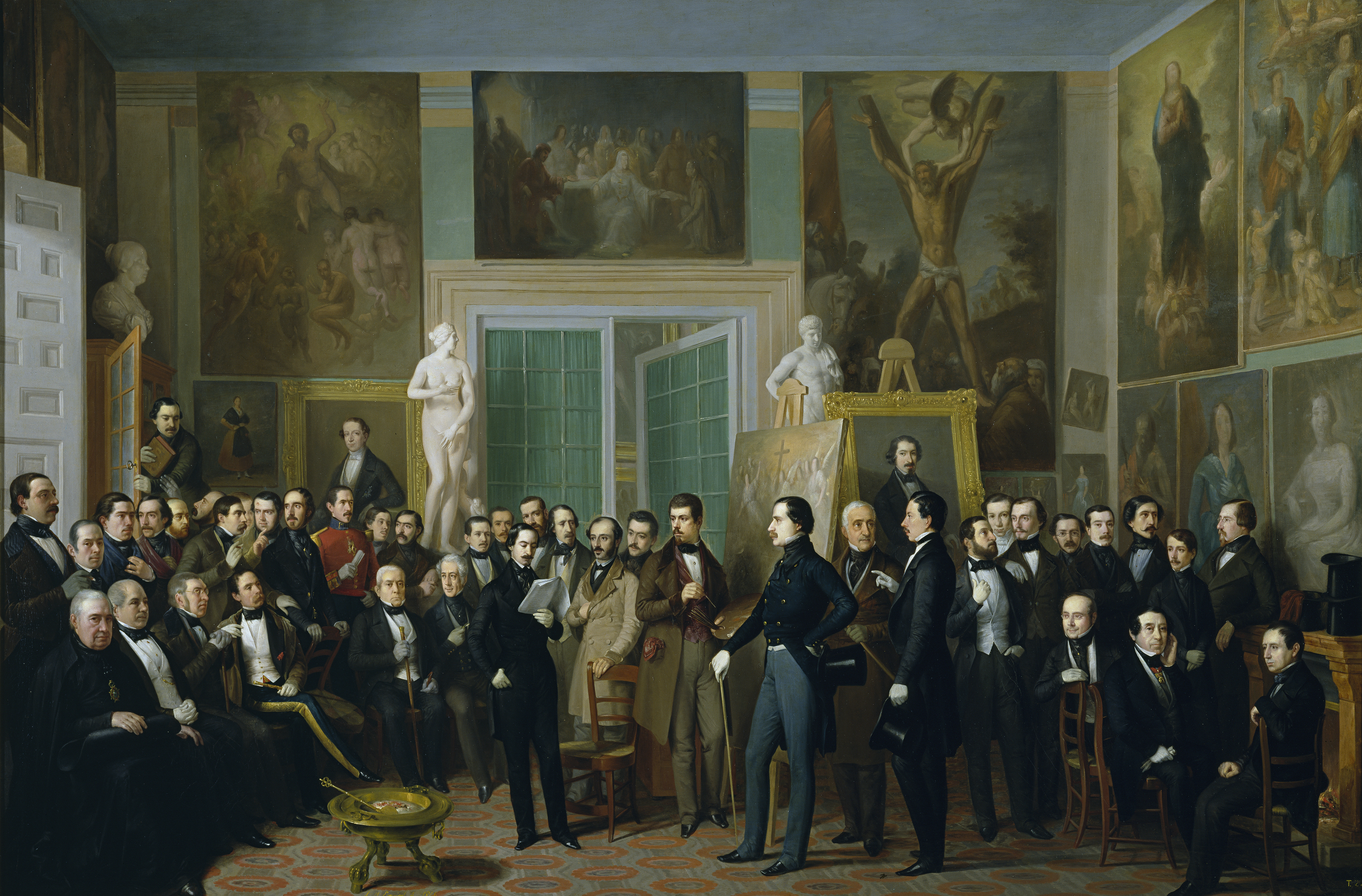
Pedro de Madrazo (nono da destra) ritratto nel 1846 da Antonio Maria Esquivel nel quadro: Los poetas contemporáneos. Una lectura de José Zorrilla en el estudio del pintor

Come esponente del Romanticismo, insieme al fratello Federico e allo scrittore Eugenio de Ochoa  (1815–1872), fondò la rivista letteraria El Artista  a cui collaborò assiduamente scrivendo anche poesie così come fece su altri importanti periodici spagnoli.
Fu l'autore dei cataloghi delle Collezioni Reali e successivamente del Museo del Prado  di cui ebbe l'esclusiva facilitato dal fatto che sia il padre José de Madrazo che il fratello Federico ne furono i direttori.
Dal 1843 al 1893 pubblicò dodici versioni, ogni volta ampliate, del suo catalogo dando un contributo fondamentale per la conoscenza e la divulgazione di quel patrimonio d'arte.
Collaborò attivamente alla monumentale opera Recuerdos y bellezza de España  scrivendo i volumi relativi a Siviglia, Cordova, Navarra, Cadice, e Logroño.
Fu anche un acuto critico d'arte intervenendo nei più importanti dibattiti della sua epoca.

## Cataloghi
- Pedro de Madrazo y Kuntz - Catalogo de los cuadros del Real Museo de Pintura y Escultura de S.M.  – Madrid Aguado 1843
- Pedro de Madrazo y Kuntz – El Real Museo de Madrid y las joyas de la pintura en España – Madrid J.J.Martinez 1857-1859
- Pedro de Madrazo y Kuntz – Viajes de tres siglos por las colecciones de cuadros de los reyes de España - 1884
- Pedro de Madrazo y Kuntz – Joyas del arte en España  - 1878  - collezione di litografie